# ريتشارد دوراند
ريتشارد دوراند (بالهولندية: G-Spott)‏ هو منتج أسطوانات وملحن هولندي، ولد في 5 أبريل 1976 في أمستردام في هولندا.

## وصلات خارجية
- الموقع الرسمي
- ريتشارد دوراند على موقع ميوزك برينز (الإنجليزية)
- ريتشارد دوراند على موقع ميوزك برينز (الإنجليزية)
- ريتشارد دوراند على موقع ميوزك برينز (الإنجليزية)
- ريتشارد دوراند على موقع أول ميوزيك (الإنجليزية)
- ريتشارد دوراند على موقع ديسكوغز (الإنجليزية)
- ريتشارد دوراند على موقع ديسكوغز (الإنجليزية)